# Rakovica
Rakovica és un municipi del comtat de Karlovac (Croàcia). Hi pertanyen els pobles de Grabovac, Irinovac, Drežnik Grad i Selište Drežničko.